# František Palacký
František Palacký (ur. 14 czerwca 1798 w Hodslavicach, zm. 26 maja 1876 w Pradze) – czeski historyk, polityk, współtwórca i główny propagator austroslawizmu. Główny przedstawiciel czeskiego odrodzenia narodowego. Jeden z organizatorów Zjazdu Słowiańskiego w Pradze w 1848 i współautor jego manifestu.

## Życiorys
Urodził się w Hodslavicach (niem. Hotzendorf) na Morawach w odwołującej się do tradycji braci czeskich rodzinie nauczyciela. Rodzina z racji prześladowań religijnych oficjalnie wyznawała luteranizm. Od 1809 uczęszczał do szkoły łacińskiej w Trenczynie, gdzie jednym z jego nauczycieli był ojciec Ľudovíta Štúra, Samuel. Od 1812 uczył się w protestanckim gimnazjum w Preszburgu (dzisiejsza Bratysława), gdzie zetknął się z Pawłem Šafárikiem i zainteresował slawistyką. W 1823 wrócił do Pragi i dzięki wsparciu Josefa Dobrovskiego mógł dalej prowadzić studia slawistyczne, źle widziane przez władze austriackie.
W 1825 został pierwszym redaktorem pisma Časopis českého Musea, które początkowo wychodziło zarówno po niemiecku jak i czesku a wkrótce urosło do roli najważniejszego czeskiego pisma literackiego. W 1831 w ramach Muzeum Czeskiego zainicjował powstanie Macierzy Czeskiej.
Za sprawą Šafárika rozpoczął pracę jako archiwista księcia Kaspara von Sternberga, a w 1829 desygnowano go na stanowisko historyka Królestwa, co władze wiedeńskie zatwierdziły dopiero po 10 latach. W tym czasie ukazywały się poszczególne tomy jego głównego dzieła Dzieje narodu czeskiego w Czechach i na Morawach, które w oparciu o badania archiwów czeskich i innych krajów opisywało historię Królestwa do utraty suwerenności w roku 1526. Pierwszy tom wydano po niemiecku w 1836. Ostatni, piąty w 1867 w języku czeskim. Po zniesieniu cenzury w 1848 tomy poddane jej ingerencji ze względu na treści poświęcone dziejom husytyzmu zostały ponownie wydane w oryginalnym brzmieniu.
W czasie Wiosny Ludów zaangażował się politycznie. Deklarując narodowość czeską, odmówił wzięcia udziału w obradach niemieckiego parlamentu frankfurckiego. Brał udział w praskim Zjeździe Słowiańskim w 1848 i był głównym twórcą jego „Manifestu do narodów Europy”. Jesienią tego roku był posłem obradującego w Kromieryżu parlamentu austriackiego. Jako zwolennik austroslawizmu opowiadał się za federacją krajów południowoniemieckich oraz ludów krajów habsburskich. Idee te spotykały się z akceptacją Wiednia, czego wynikiem była propozycja teki w rządzie Franza von Pillersdorfa.
Wobec zwycięstwa w Wiedniu centralistycznego neoabsolutyzmu i odrzuceniu idei federalistycznych wycofał się z polityki. Po upadku rządów absolutystycznych w 1861 został mianowany członkiem Izby Panów. Jednak nie uczestniczył w jej pracach, nie godząc się z odmową nadania podmiotowości Królestwu Czeskiemu w ramach monarchii, realizując politykę bojkotu partii staroczeskiej, prowadzonej przez jego zięcia Františka Riegra. Zasiadał w sejmie krajowym Czech, gdzie współpracował ze stronnictwem Leopolda von Thun.
W 1867 brał udział w zjeździe słowiańskim w Moskwie.

## Prace
- Anfänge der böhmischen Dichtkunst (Bratysława 1818, razem z Šafárikiem)
- Würdigung der alten böhmischen Geschichtschreiber (Praga 1830),
- Dějiny národu českého v Čechách a v Moravě (5 tomów, 1836–1867),
- Die ältesten Denkmäler der böhmischen Sprache (Praga 1840, z Šafárikiem)
- Archiv česky (6 tomów, Praga 1840–1872),
- Documenta magistri Johannis Hus vitam, doctrinam, causam… illustrantia (Praga 1869),
- Urkundliche Beiträge zur Geschichte des Hussitenkriegs (2 tomy, Praga 1872–1874)

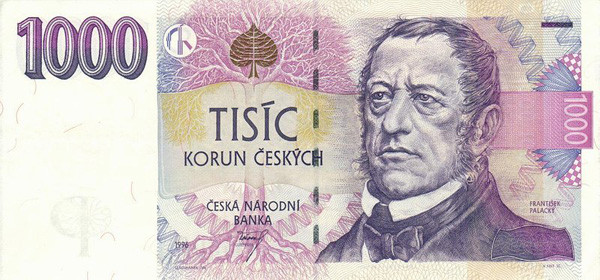
Portret Palackiego na czeskim banknocie 1000 koron

## Upamiętnienie
W Pradze znajduje się zbudowany w latach 1876–1878 most Palackiego. W 1912 na placu jego imienia wzniesiono jego pomnik. Imię Palackiego nosi od 1946 uniwersytet w Ołomuńcu. Jego portret zdobi czeski banknot 1000-koronowy.